# Historia de la conquista y población de la Provincia de Venezuela
La Historia de la conquista y población de la provincia de Venezuela es un libro escrito por José de Oviedo y Baños y publicado en 1723. Como su nombre lo indica, narra la conquista de la provincia de Venezuela, que al momento de su publicación formaba parte del Reino de Tierra Firme.
La obra fue escrita  entre 1705 y 1720 por Oviedo y Baños e impresa en Madrid por D. Gregorio Hermosilla en 1723.

## Contenido
La obra de Oviedo y Baños se encuentra dividida en dos partes:
- La primera parte, que quizás tiene el título más largo de la literatura de Venezuela lo publicó como Historia de la Conquista, y población de la Provincia de Venezuela escrita por D. Joseph De Oviedo y Baños, vecino de la ciudad de Santiago de León de Caracas. Quien la consagra y dedica a su hermano el Señor D. Diego Antonio de Oviedo y Baños, Oydor de las Reales Audiencias de Santo Domingo, Guatemala y México, del Consejo de su Majestad en el Real, y Supremo de las Indias. Está dividido a su vez en cuatro libro con numerosos capítulos que van desde el desembarco en Macuro de Cristóbal Colón en 1498, hasta 1564, poco después de la muerte de Francisco Fajardo.
- La segunda parte está dividida en 3 libros y va desde 1565 hasta 1600, con al menos la mitad del libro dedicado a reunir documentos de apoyo, índices de personalidades y lugares utilizados en su redacción.

## Contexto
La importancia de la obra radica en incorporar a Venezuela al discurso historiográfico sentar las bases para la creación de una memoria colectiva de los hechos ocurridos desde la llegada de los españoles.
Oviedo y Baños hace una intensa investigación de materiales en archivos, a lo que se une el uso de fuentes como las Noticias historiales de las conquistas de Tierra Firme en las Indias Occidentales de Fray Pedro Simón y las Elegías de varones ilustres de Indias de Juan de Castellanos.
En el texto encontramos la descripción de las bellezas naturales, los animales, las minas así como las costumbres de los nacionales, abarca desde el descubrimiento y la población y fundación de las ciudades como Coro, Maracaibo, Carora, Barinas, Valencia, Cumaná, Guanare, y Caracas.
En la obra se relatan las vidas de personajes como Lope de Aguirre, Francisco Draque, o Alonso Andrea de Ledesma.

## Edición príncipe y posteriores ediciones
De la edición príncipe, se conservan varios ejemplares, por ejemplo: dos en la Colección Arcaya de Biblioteca Nacional de Venezuela, cuatro en la Biblioteca Nacional de España.
Una reimpresión fue hecha en Caracas por Domingo Navas Spínola en 1824. De esta edición siguieron la edición de Cesáreo Fernández Duro para la Biblioteca de los Americanistas en 1885, la de Guillermo Morón para la Biblioteca de Autores Españoles en 1958, una reproducción facsimilar de la de 1824 publicada por cincuenta y un intelectuales españoles para conmemorar el cuarto centenario de la fundación de Caracas y una última edición por la editorial de la Biblioteca Ayacucho anotada y corregida por Tomás Eloy Martínez, Alicia Ríos y Susana Rotker. Además, existe una edición en inglés publicada por primera vez en diciembre de 1987 por la editorial de la Universidad de California, traducida por Jeannette Johnson Varner.